# Domov pro seniory Nová slunečnice
Domov pro seniory Nová slunečnice je geriatrické zařízení vybudované v sedmdesátých a na začátku osmdesátých let 20. století na severu Prahy, na pomezí čtvrtí Bohnice a Čimice. Objekt budovaný pod názvem „Domov důchodců a malometrážní byty“ (z bytů posléze vznikl penzion) v architektonickém stylu nového funkcionalismu navrhli architekti Jan Línek a Vlado Milunić. Stavba umožňuje klientům centra kontakt s obyvateli sídliště a nejsou tak od okolí izolováni. Architekti ve svém návrhu využili standardizované panely ze systému VVÚ ETA, které doplnili atypickými prvky zhotovenými především z kovu. Na štítové stěně se nachází výtvarné dílo, jehož autorem je Josef Mžyka.
Obdobně oba architekti postupovali při projektování domovů pro seniory v pražských Malešicích, na Chodově a v Hájích. S využitím prvků systému VVÚ ETA navrhli oba tvůrci ještě domov mládeže vybudovaný mezi roky 1974 a 1985 v sousedství Polikliniky Prosek.
V objektu se pravidelně každou druhou středu v měsíci péčí Jana Hona z Farního sboru Českobratrské církve evangelické v Praze 8 – Kobylisy konají pro klienty bohoslužby.